# Piero di Cosimo

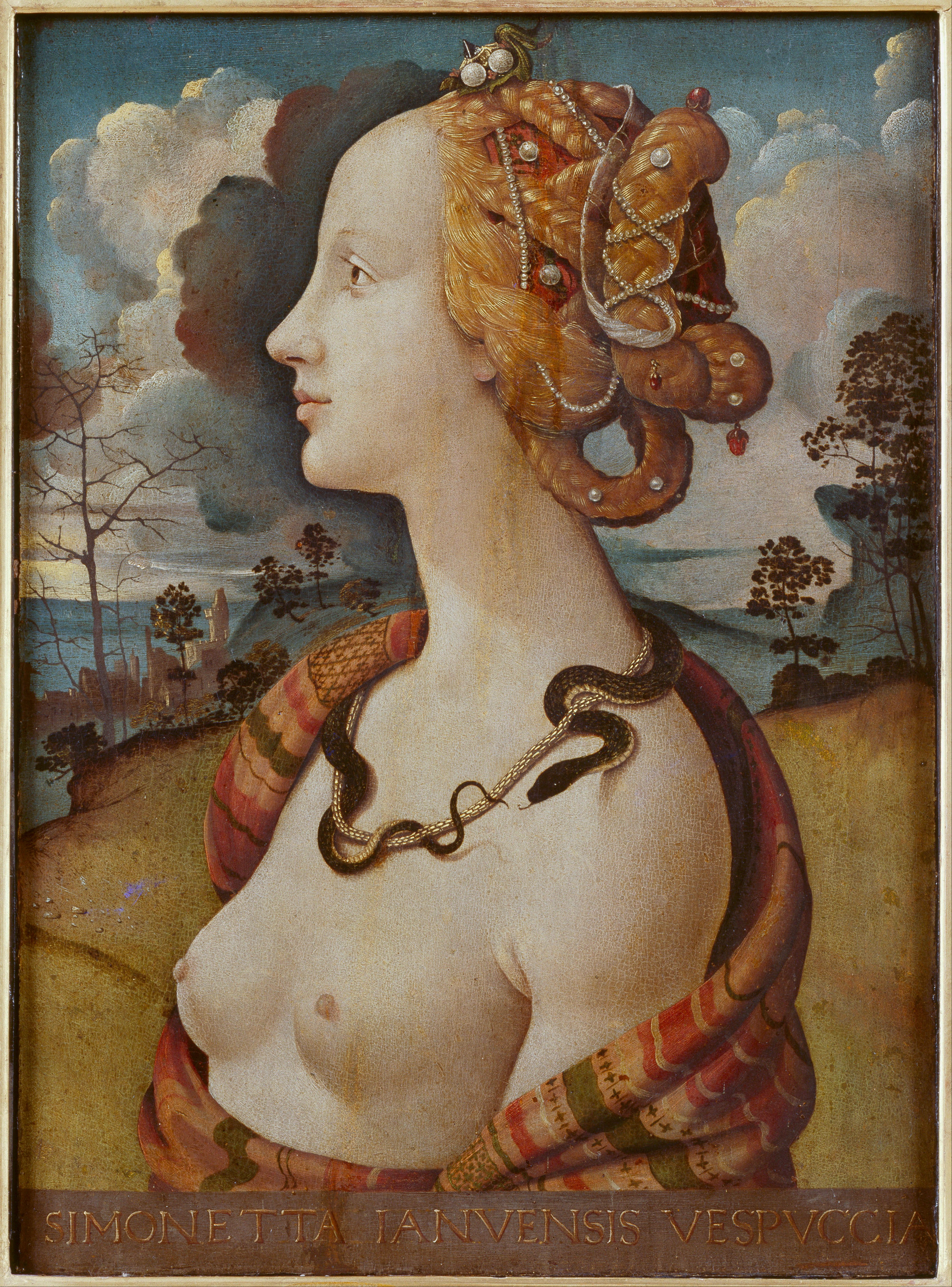
“Retrat de Simonetta Vespucci, (Cleòpatra)”, ca 1483, Chantilly, Musée Condé.

Piero di Cosimo, o més correctament Piero di Lorenzo (Florència, República de Florència, c. 1461 - 1521) va ser un pintor florentí del Renaixement italià.

## Biografia
| «                               | Feliç i fàcil pintor, punyent i harmoniós colorista, que resuscità lliurement amb el seu pinzell les faules paganes | » |
| — Gabriele d'Annunzio, El plaer | |   |

Fill de Piero d'Antonio, orfebre de modesta condició, va nàixer l'any 1461 o el 1462 a Florència, a la via della Scala, primer de quatre germans: Giovanni, Girolamo i Vanna.
Es troba documentat que l'any 1480 era aprenent sense salari al taller del pintor Cosimo Rosselli, de qui va prendre el nom quan va esdevenir famós. Cosimo, diu Vasari: «...el va adoptar més que de grat, i entre els molts deixebles que tenia, veient-lo créixer, amb els anys i amb la virtut li va agafar estima com si fóra un fill, i per tal el va tenir sempre».
L'any 1481 va anar a Roma amb el seu mestre per treballar a la Capella Sixtina: «...cridat pel papa Sixt, per fer les escenes de la capella, en una de les quals Piero va fer un paisatge bellíssim... I perquè retratava del natural de manera excel·lent, va fer a Roma molts retrats de persones destacades i particularment el de Verginio Orsino i el de Ruberto Sanseverino, als quals va incloure en les esmentades escenes. Va retratar també Cèsar Borja, fill del papa Alexandre VI; pintura avui dia perduda, que jo sàpia; però tot i que el cartró n'era de la seua mà, posteriorment va ser feta pel reverend i virtuós Misser Cosimo Bartoli, proposto de San Giovanni» (Vasari).

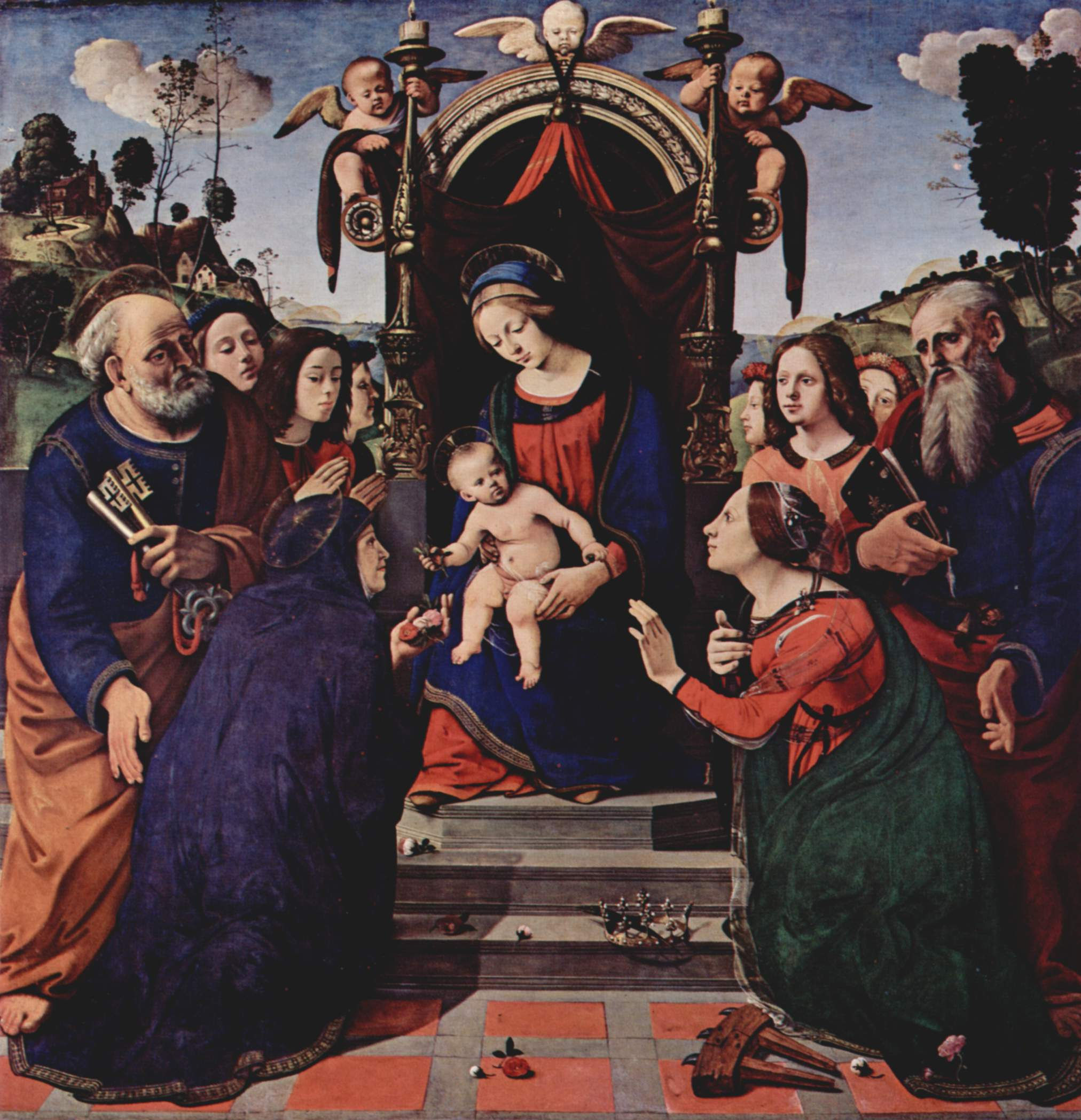
Mare de Déu amb l'Infant i sants, ca 1485, Florència, Hospital dels Innocents

Va tornar a Florència l'any 1483, i del 1488 és la Mare de Déu amb l'Infant i els sants Caterina, Rosa de Viterbo, Pere i Joan Evangelista, actualment a la Galeria de l'Hospital dels Innocents: «...l'administrador de l'Hospital dels Innocents, molt amic seu, li va encarregar una taula per a col·locar-la a l'església, entrant a mà esquerra. Piero va acabar l'encàrrec, però gairebé fa tornar boig al pobre home, perquè no li permetia veure el quadre fins que no estiguera acabat, i li demanava diners a tota hora, de manera que l'amic va arribar a amenaçar-lo de no pagar-li el que restava si no li deixava veure l'obra. Piero s'hi va negar rotundament i li va dir que ans destrossava el que havia fet que accedia a mostrar-li-la, i l'amic no va tenir més remei que pagar-li la quantitat que hi restava» (Vasari).
El 13 d'octubre de 1489 la família Capponi li va pagar 6 florins a l'artesà ebenista Chimenti del Tasso pel marc d'una taula d'altar pintada per Piero di Cosimo per a la capella de l'església florentina de Sant Esperit, que representa la Visitació, i que actualment es conserva a la National Gallery de Washington.
L'any 1498 està documentat que encara residia a la via della Scala, com a cap de família i propietari dels béns heretats dels pares, amb cases, vinyes i oliveres a Carmignano. L'any 1503 es va inscriure al gremi dels artistes de Sant Lluc; el 8 de maig de 1504 a l'Arte dei Medici e Speziali; el 10 de març de 1506 les monges del Convent de San Cresci a Valcava, al Mugello, van trametre a Nàpols una Mare de Déu seua, no identificada.
Al voltant de 1505 l'artista va pintar tres respatllers amb escenes de la vida primitiva dels homes, encara incapaços de controlar i utilitzar el foc: el primer panell, la Cacera, presenta figures humanes seminues, sàtirs, centaures i animals que lluiten feroçment, ignorants del perill que suposa l'incendi que crema al fons; al segon panell, El retorn de la cacera es representen les primeres formes de vida comunitària i l'ús de tècniques primitives de construcció; al tercer, l'Incendi al bosc, un home revestit d'hàbits, conscient de l'incendi, intenta capturar els bous espaordits.

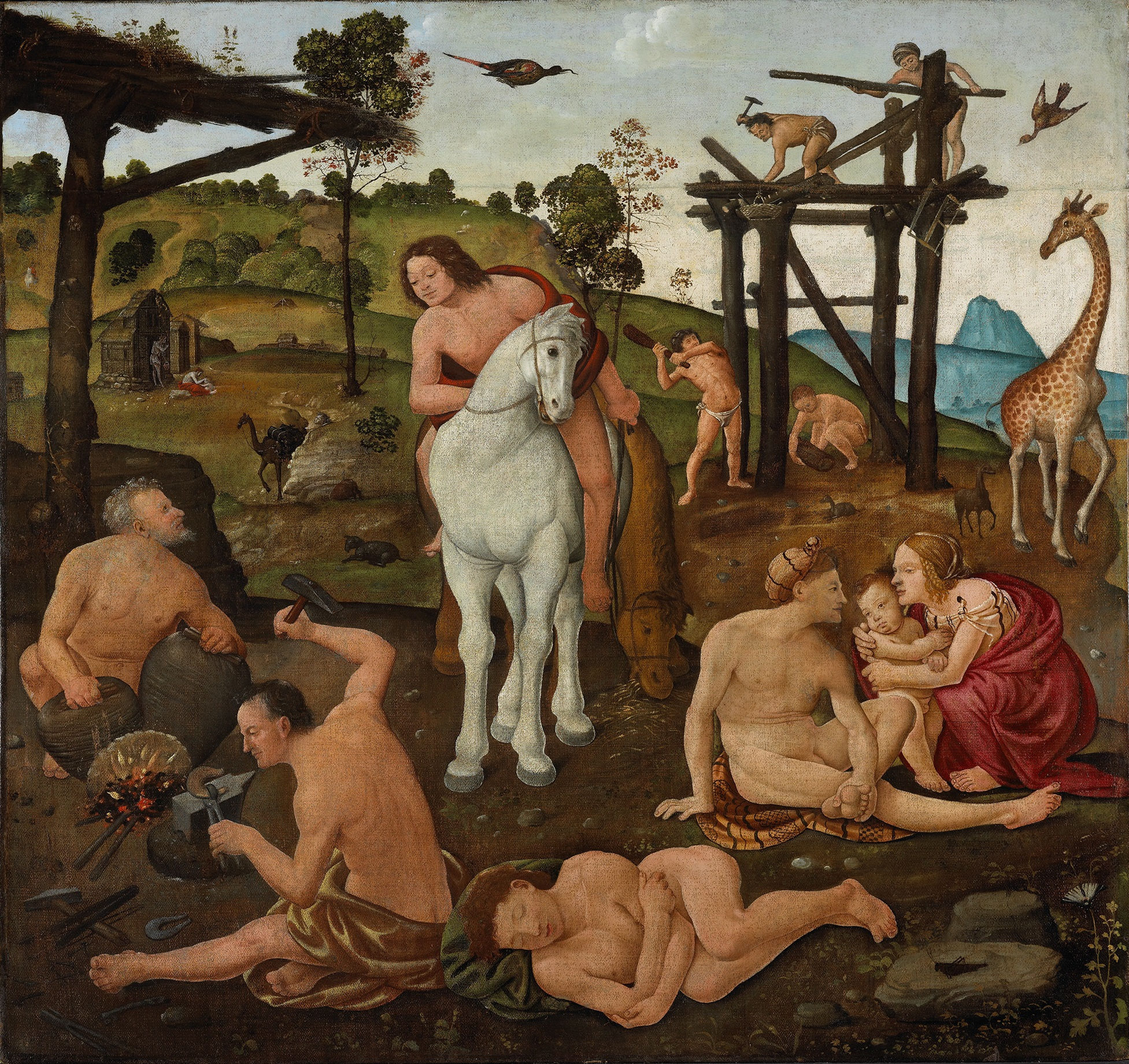
Vulcà i Èol, ca 1505, Ottawa, National Gallery of Canada

Erwin Panofsky va relacionar amb aquests tres panells dues taules addicionals amb la Caiguda de Vulcà i Vulcà i Èol mestres de la Humanitat. A la primera, Vulcà, expulsat de l'Olimp, rep l'ajut de les noies de Lemnos; a la segona, Vulcà adult, assistit per Èol, treballa en una primitiva forja i mostra a un home muntat a cavall l'ús del foc i de les tècniques de treball del metall; al fons, junt a una girafa mansa, s'està construint una casa amb troncs encara no perfilats; en primer pla, una família i una persona adormida al·ludeixen per una banda al fet que el treball de Vulcà va començar de nit i per altra a què acaba de sorgir una nova era de la Humanitat.
Les cinc pintures, junt amb altres perdudes, adornaven potser la casa florentina del mercader Francesco del Pugliese, dues vegades prior de Florència, enfrontat tant als Mèdici com a Savonarola, desterrat l'any 1513 per haver insultat públicament Llorenç de Mèdici el Jove. La concepció de la lenta evolució de la civilització mitjançant el progrés tècnic i intel·lectual, estranya i alhora heterodoxa ja siga respecte a la concepció clàssica com a la cristiana, pot resseguir-se tant a Lucreci com a Vitruvi, aquest últim citat per Boccaccio a la Genealogia Deorum. L'artista tornarà sobre aquests temes amb dues taules pintades per a Giovanni Vespucci amb la descoberta i la donació del vi per part de Bacus i amb dues taules de cassoni amb el mite de Prometeu i Epimeteu.	
El 8 de desembre de 1515 li van ser pagats 58 florins per feines d'ornamentació realitzades amb ocasió de la visita a Florència, el 20 de novembre, del papa Lleó X.

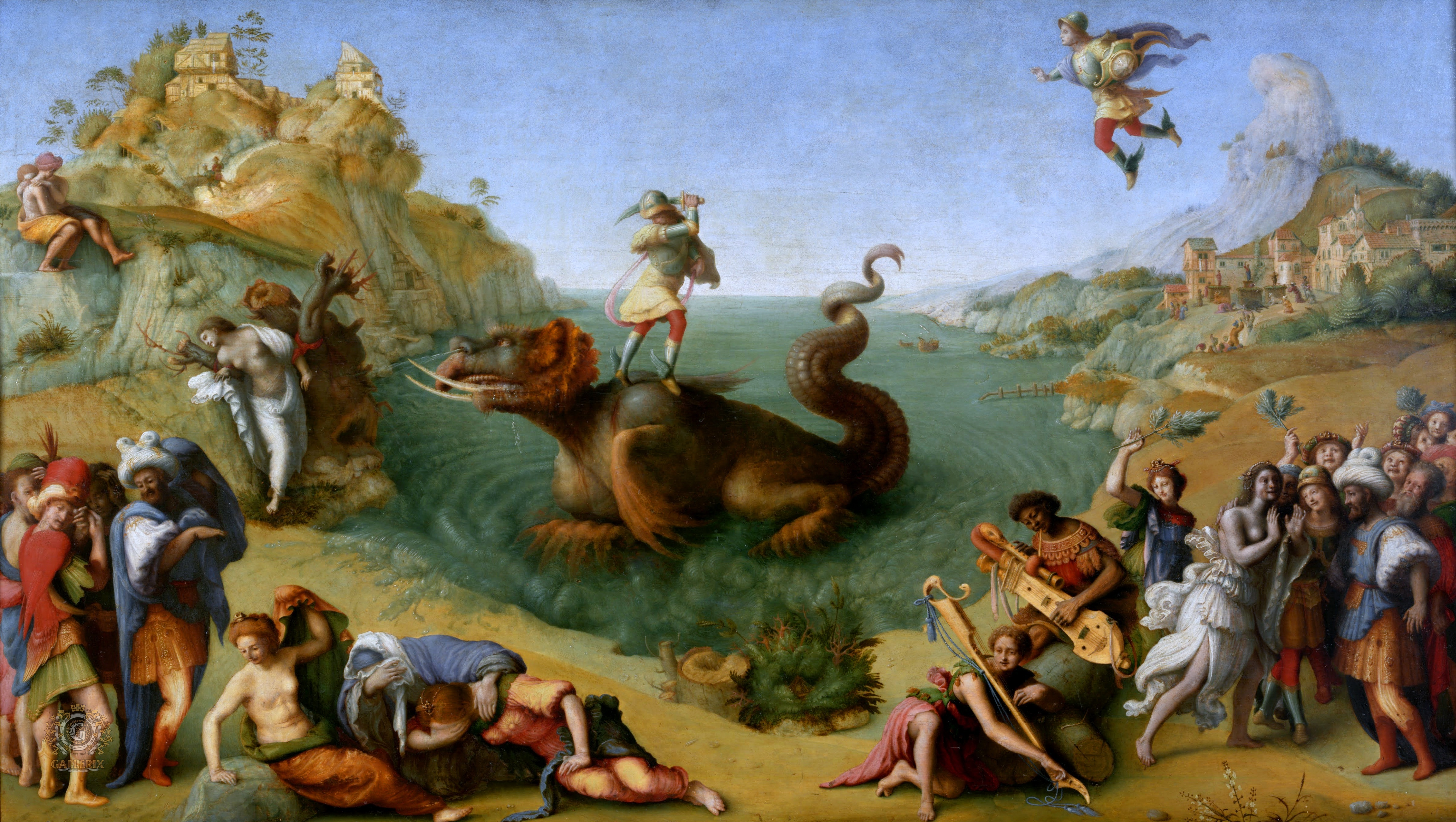
Alliberament d'Andròmeda, ca 1520, Florència, Galeria dels Uffizi

L'Alliberament d'Andròmeda, a la Galeria dels Uffizi, és probablement la seua última obra: «...un quadre de figures petites, que representa Perseu alliberant Andròmeda del monstre, que té certes coses bellíssimes... mai no va fer Piero pintura més bella ni millor acabada que aquesta, atès que no és possible veure la més estranya orca marina ni la més capriciosa que aquella que es va imaginar i pintar Piero, amb el ferotge gest de Perseu, que en l'aire la colpeja amb l'espasa; de la qual, entre el temor i l'esperança es veu captiva Andròmeda, de rostre bellíssim, i prop de la qual hi ha molta gent amb indumentària variada i estranya, tocant i cantant, entre els quals hi ha alguns rostres de divina factura, que riuen i s'alegren de veure alliberada Andròmeda; el paisatge és bellíssim i d'un colorit dolç i graciós, i la unió i fusió dels colors s'hi ha fet amb extrema habilitat» (Vasari).
Va morir l'any 1521: «De vegades deia que era molt bell anar a l'encontre de la mort, que s'hi reunira tant gent mentre et confortaven amb dolços i paraules boniques, el capellà i el poble resaven per tu i els àngels venien per portar-te al Paradís. Parlava sense sentit, i un matí va ser trobat mort al peu d'una escala, l'any 1521. Se li va donar sepultura a Sant Pere Major» (Vasari).

## Enginy fantasiós i extravagant...
«De vegades es mostrava tan concentrat en allò que feia, que el seu pensament s'enlairava, de manera que havia de tornar al pensament inicial perquè la seua imaginació l'havia portat ben lluny. I era també tan amic de la solitud que no gaudia més que quan concentrat en els seus pensaments podia fantasejar i fer castells en l'aire» (Vasari).

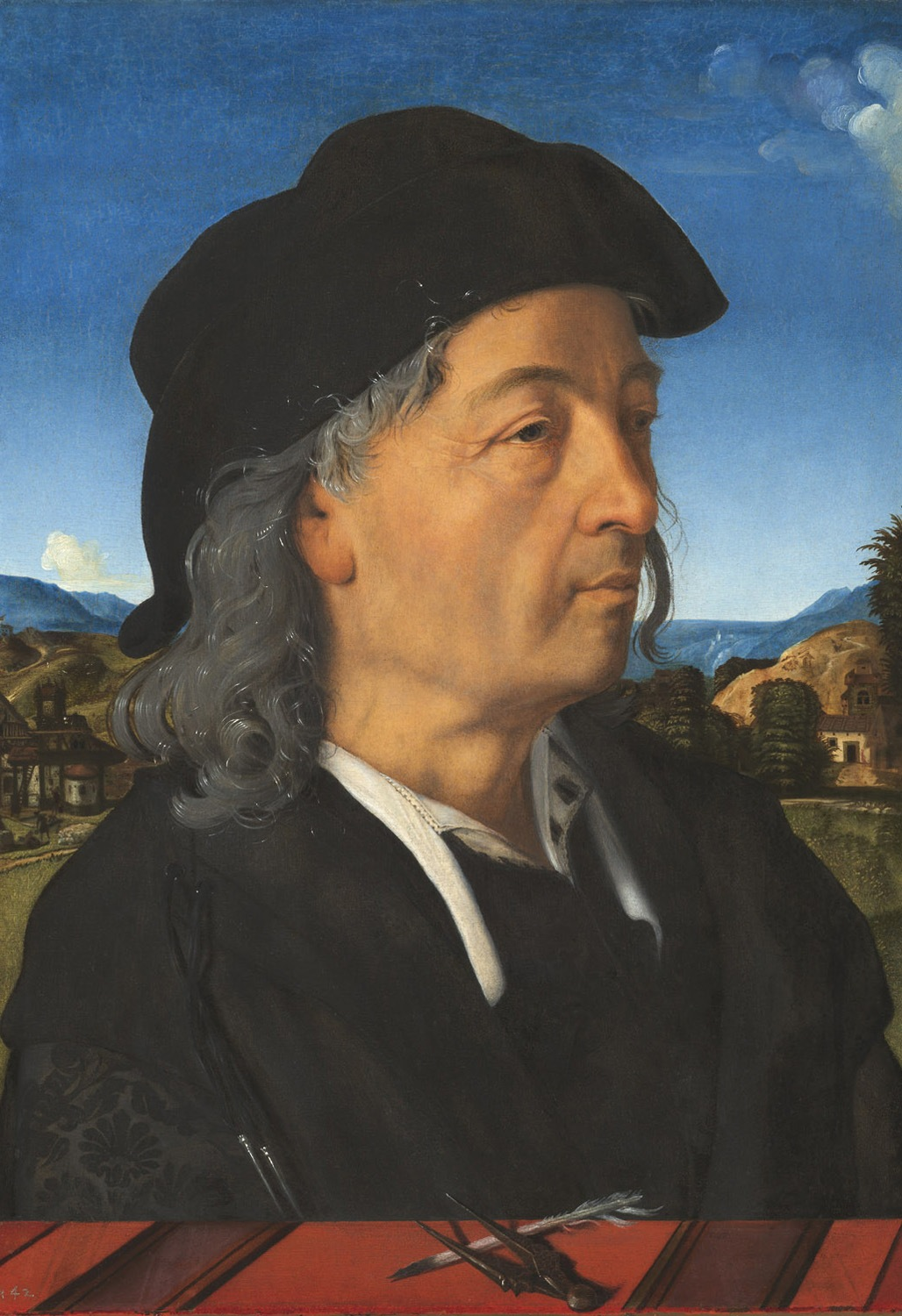
Retrat de Giuliano da Sangallo, ca 1510, Amsterdam, Rijksmuseum.

«Contínuament estava tancat, i no es deixava veure treballar, i tenia una vida d'home més aviat bestial que humà. No permetia que es netejara sa casa, volia menjar a l'hora que li venia la fam, no deixava collir els fruits de l'hort i deixava créixer les vinyes de manera que els sarments penjaren per terra. Les figueres no s'esporgaven mai, ni cap altre arbre. Gaudia de veure l'estat selvàtic en què tot estava, deia que no s'havia d'alterar la natura, perquè ella s'ocupava de tot. Li agradava contemplar les plantes i els arbres que sortien rars i en gran nombre, i això li produïa tant de plaer que semblava embogir. I tot això ho traslladava a les seues obres tantes vegades que, tot i produir plaer a l'observador, resultava al capdavall molest. De vegades es detenia a observar un mur on escopien els malalts i en treia la idea per a una batalla de cavalls i les més fantàstiques ciutats i els més grans països que mai s'havien vist; i el mateix feia de la contemplació dels núvols. Va començar a pintar a l'oli, en haver vist algunes obres de Leonardo enllestides amb la seua extrema habilitat, i com li va agradar intentà imitar-lo, tot i que el seu propi estil era ben diferent i molt més extravagant: perquè ben bé pot dir-se que transformava tot allò que feia. I si Piero no haguera estat tan fantasiós i haguera tintut més cura de si mateix, el que no va fer, s'hauria conegut més el seu gran enginy, de manera que hauria estat adorat i no tingut per boig a causa del seu capteniment bestial. Tot i així, és ben cert que mai no va fer mal a ningú més que a si mateix, i que ben al contrari beneficià a tothom amb les seues obres i el seu art».
«En totes les seues obres queda palès un esperit ben diferent als dels altres artistes de la seua època, amb un vertader interès en la recerca de les subtileses de la natura, en les quals penetrà, sense preocupar-se del temps ni de l'esforç, només pel seu delit i pel plaer de l'art; i no podia ser d'una altra manera perquè enamorat del seu treball no feia cas de la seua comoditat i només menjava ous durs que, per aprofitar el foc, coïa alhora que la cola; i no sis o vuit cada vegada, sinó una cinquantena, i deixant-los en un cabàs els consumia a poc a poc. Li agradava viure d'aquesta senzilla manera, perquè qualsevol altra li semblava servitud. L'amoïnaven els planys dels infants, el tossir dels homes, el so de les campanes, el càntic dels frares; i quan plovia molt gaudia observant la pluja caure a plom sobre les teulades i estavellar-se contra el terra. Tenia una grandíssima por als llamps, i quan tronava s'embolicava amb una capa i tancant les finestres i la porta es quedava quiet en un cantó fins que passara la fúria. El seu enginy era tan original i àgil que alguna vegada deia coses tan divertides que feia esclatar a riure els qui l'acompanyaven...» 

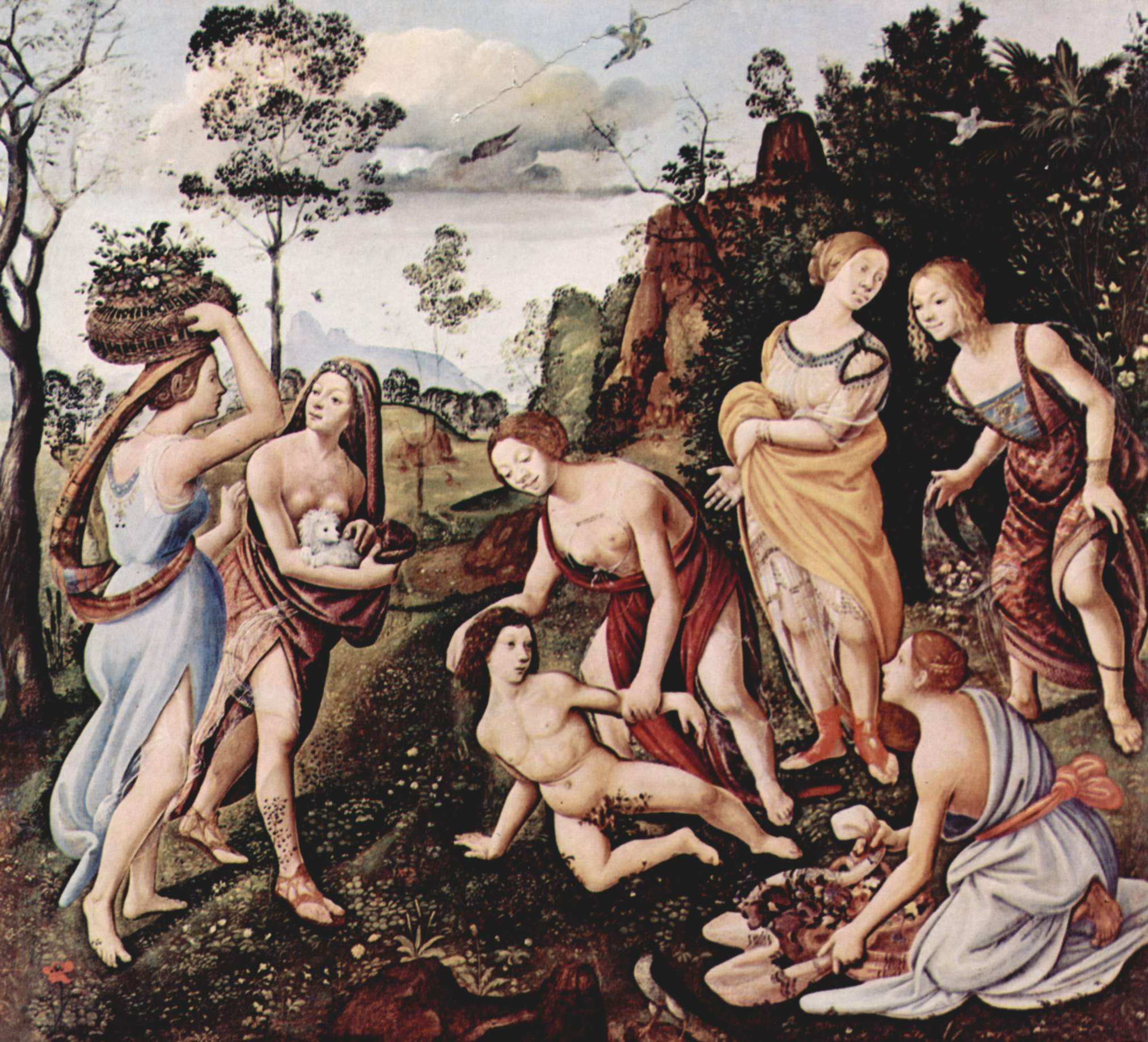
“Caiguda de Vulcà”, ca 1490, Wadsworth Atheneum de Hartford (Connecticut)

«Amb la vellesa va anar fent-se cada vegada més estrambòtic i ningú no volia romandre al seu costat. Com no volia tenir aprenents al seu voltant va anar quedant-se sense cap ajut. Volia treballar però la tremolor no l'hi deixava. I es posava tan enfurismat que volia subjectar-se les mans perquè s'estigueren quietes, però se li caia el bastó o els pinzells que feia llàstima de veure'l. No suportava les mosques, i l'amoïnava tot, fins a la seua pròpia ombra. Així, emmalaltit de pura vellesa era visitat només per alguns amics que li demanaven que posara la seua ànima en pau amb Déu. Però a ell no li semblava que havia de morir i, per tant, ho anava deixant d'avui per a demà. No és que no fóra bo o no tinguera fe, que era molt bon cristià malgrat que la seua vida fóra salvatge. De vegades parlava dels turments que provoquen les malalties del cos i de quantes fatigues pateix qui, consumint-se l'esperit a poc a poc, acaba per morir, que és una gran dissort. Parlava malament dels metges, dels apotecaris i de tots aquells que tenen cura dels malalts i els maten de fam, així com d'altres patiments com ara els xarops, medecines, lavatives i altres martiris, com no poder dormir quan es vol, fer testament, veure plorar els parents i estar a fosques en l'habitació...» (Vasari)
Christoph Pudelko ha intentat donar una explicació al capteniment de Piero més enllà de l'extravagància, o pitjor encara de la «bestialitat», que li va atribuir Vasari, per altra banda un notori «home d'ordre».
«Una angoixa gairebé patològica, la necessitat d'evitar tot allò que siga normal, per a no perdre l'essència de les coses i apoderar-se'n; una simpatia instintiva per les curiositats i les coses estranyes, perdent-s'hi com en un joc; una necessitat heròica d'independència respecte de qualsevol ordre social, emmascarada amb una vida de bohemi, amb la recerca de l'originalitat al cost que siga, mitjançant una mena d'esperit burlesc: la passió d'un revolucionari obsessionat per les pròpies idees, per la recerca de remeis místics i màgics per a millorar el món. Cada gran art és revolucionària, però a Cosimo li importa sobretot una vida revolucionària, tot i que de vegades expressada de manera estranya. Cerca un primitivisme de l'existència que siga una revolta i una fuga del propi temps. L'odi contra l'extrem formalisme d'una societat extenuada que, fins i tot a la cort de Llorenç de Mèdici, es complaïa amb especulacions mistificants, d'intel·lectualisme humanístic i d'abandons retòrics a romàntiques coqueteries naturalístiques, li inspira una apassionada nostàlgia per la innata originalitat i la salvatge força de la natura. Desconfiat amb els romanticismes lacrimògens, hi ha en ell un sentit primordial del cosmos, a les eternes lleis del qual, que regeixen la vida i la mort, s'hi sent adherit. I, com tothom, oscil·la entre una orgiàstica voluntat de vida i una ànsia pregona de mort, que assumirà formes gairebé paranòiques, i al final fins i tot el caràcter d'una autèntica mania persecutòria».

## Itinerari crític
Deixeble de Cosimo Rosselli, no en va rebre influència; els seus models inicials van ser Filippino Lippi, Domenico Ghirlandaio i Luca Signorelli, posteriorment, de Leonardo deriva la delicada llum i els valors atmosfèrics, però amb tot va ser un pintor original per la gran fantasia i la capacitat analítica que l'acosten als flamencs i li fan rebutjar l'abstracció de les representacions basades en el dibuix, donant més importància, al contrari que Botticelli, a la concrecció de la imatge fundada en els seus valors cromàtics, com un venecià.

Visitació amb els sants Nicolau i Antoni Abat, ca 1488, Washington, National Gallery

«...a l'Església de Sant Esperit va treballar a la capella de Gino Capponi una taula que representa una Visitació de Nostra Senyora amb sant Nicolau i un sant Antoni que llegeix amb un parell d'ulleres al nas, el que sembla anacrònic. Hi va pintar també un vell llibre de pergamí molt ben fet, i sant Nicolau duu dues esferes que brillen, i l'espurneig d'una sembla reflectir-se en l'altra, de manera que va quedar ben palès el seu gust d'experimentar amb coses estranyes i difícils» (Vasari).
«A través de l'estudi de la pintura dels Països Baixos va adquirir una finor en el detall que cap altre florentí va atènyer. És potser un dels quadres més característics del període juvenil del pintor... qualsevol arruga, qualsevol borrissol del rostre o de les mans dels dos sants asseguts en primer pla, perfectament caracteritzats, van ser fets amb una cura i un amor que meravellen en un florentí. És admirable que la disposició de Piero envers els detalls siga tan pròxima a la dels nòrdics... Les dues dones es miren als ulls, com conscients del destí que els espera... i mentre Maria, en un gest de salutació i per aplacar l'emoció de l'altra, posa la mà esquerra sobre l'espatla de la vella Isabel, aquesta alça la mà, meravellada que la Mare de Déu haja nascut d'ella... estan estretament vinculades entre si, expressant la participació interior i un tranquil abandó a llur destí. Psicològicament és la més bella Visitació mai pintada a Florència» (Knapp).

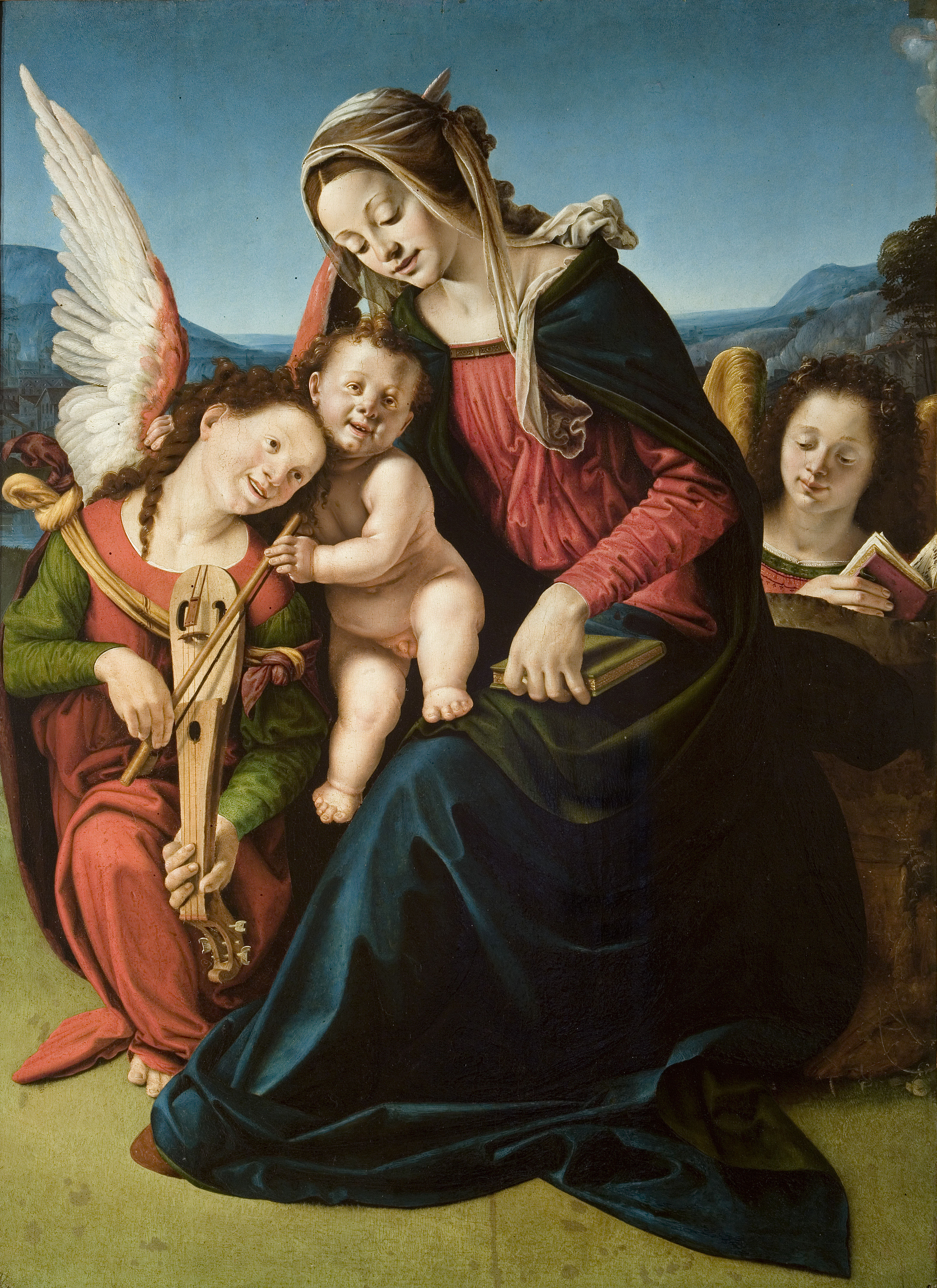
Mare de Déu amb l'Infant i àngels, ca 1507, Venècia, Col·lecció Cini

La Mare de Déu amb l'Infant i àngels, de la Col·lecció veneciana Cini, datable al voltant de 1507, «Apunta a un nítid enfocament de la imatge figurativa, obtesa per mitjà de llum i clarobscur, és a dir, racionalitzant a la florentina les idees que es troben presents al Tríptic Portinari d'Hugo van der Goes Piero sap aconseguir aquell efecte d'imatges a l'aire lliure que el seu autèntic lirisme vivifica d'un sabor agrest i meteorològic, on la llum més o menys intensa i clistal·lina, els prats, les roques i els arbres – ara eixuts, ara humits, ara verdíssims – aviat fan penetrar en un clima que de tant en tant és primaveral, tardorenc, gèlid... el caràcter, gairebé elegíac, de vespre avançat, és resultat de la llum en imminent declivi, que clau de ple sobre l'àngel músic i en gradació sobre les altres figures»…(Zeri)
«Com conciliar l'exactitud significativa dels objectes mínims...amb la perspectiva que tot ho informa, amb l'antic que descoratja amb la seua autoritat l'experiència actual i directa del món?... es tracta de trobar un via intermèdia, que afluixe el rigor de la perspectiva i permeta de variar l'enfocament dels objectes, però que alhora atorgue a la presència dels objectes una segura consistència espacial. El retrat de Simonetta Vespucci i el de Giuliano di Sangallo representen bé els punts extrems del problema: lineal, ple de subtil simbolisme, florentí en l'aspror primmirada del dibuix i del color, líric com un sonet de Poliziano o de Lorenzo, el primer; novíssim en l'enfocament que lliga la figura a l'espai i dona un significat espacial fins i tot a les plomes sobre l'ampit, el segon. Però el nou element de cohesió espacial és el vehicle atmosfèric i lluminós: Piero di Cosimo ha entès que la solució més justa... ja l'ha trobada» Leonardo.
«El segon problema, el de la influència de l'art antic, és més complex i Piero el resol de manera original renunciant-ne a l'autoritat, però no a la fascinació. Con una intuïció que en els mateixos anys s'obre camí també en la cultura vèneta, ja no cerca la filosofia, ni la història, sinó la poesia de l'antiguitat. Naixen així, quasi en contrast amb el classicisme històric que va afermant-se a Roma, les elegies mitogràfiques, en la major part inspirades en Ovidi. Procris morta, però encara amb la carn suau, tèbia i acolorida, fa pensar en aquelles noies que de tant en tant es trobaven intactes i com adormides als seus antics sarcòfags: i s'hi clamava miracle. Però més enllà del cos inert, del faune contrit, de la silueta negra del gos entristit, el paisatge es dissipa en transparències d'aigua i vapors celestes. L'antiguitat ja no és la gran lliçó històrico-naturalística, que ensenya a viure en la plena consciència d'u mateix i del món: és la nostàlgia d'un mite dissolt i d'un temps perdut, sentiment de la mort» (Argan).

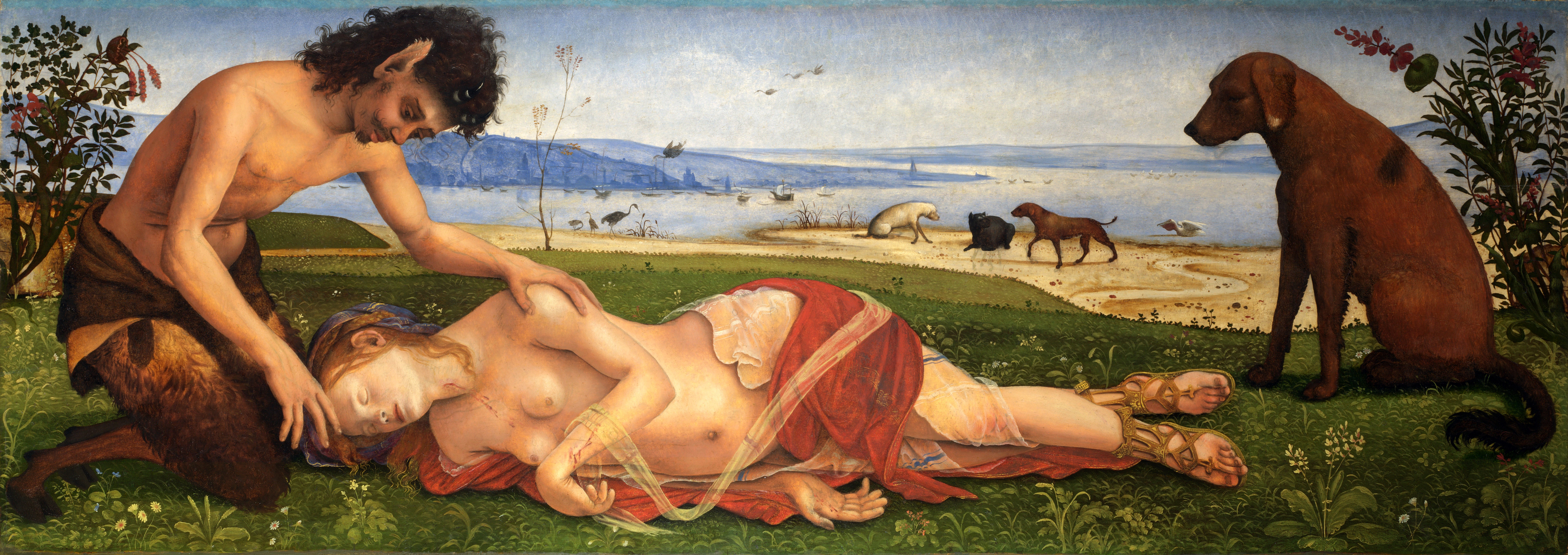
Mort de Procris, ca 1490, Londres, National Gallery

## Obres
Cap obra de Piero va ser signada ni datada, per tant es relacionen en un presumpte ordre cronològic, des de 1480 a 1521.
- Mare de Déu i Infant, pintura al tremp sobre taula, 49 x 38, Florència, col·lecció privada
- Paisatge, part de la Predicació de Crist i guariment del leprós di Cosimo Rosselli, fresc, Ciutat del Vaticà, Capella Sixtina
- Mare de Déu i Infant amb els sant Llàtzer i Sebastià, pintura al tremp sobre taula, 165 x 123, Montevottolini, Pistoia, parròquia dels sants Miquel i Llorenç
- Sant Joanet, pintura al tremp sobre taula, 28 x 23, Nova York, Metropolitan Museum
- Mare de Déu i Infant, oli sobre taula, 83 x 65, Estocolm, col·leccions reals
- Simonetta Vespucci, pintura al tremp sobre taula, 57 x 42, Chantilly, Musée Condé
- Al·legoria, oli sobre taula, 56 x 45, Washington, National Gallery
- Mare de Déu i Infant amb els sants Onofre i Agustí, pintura al tremp sobre taula, 205 x 175, Rennaz, Suïssa, col·lecció privada
- Mare de Déu entronitzada amb l'Infant i els sants Pere, Joan Baptista, Nicolau i Doménec, dita també Pala Del Pugliese, pintura al tremp sobre taula, 166,5 x 113, amb tres panells de predel·la que representen la Crema dels llibres dels albigesos, Sant Joanet i Jesús Infant, Sant Nicolau destrueix els ídols, tremp sobre taula, 23,5 x 38,5 cadascun, Saint Louis, Missouri, City Art Museum
- Visitació amb els sants Nicolau i Antoni, oli sobre taula, 184 x 189, Washington, National Gallery
- Adoració de l'Infant, tondo, oli sobre taula, diàm. 160, Toledo, Ohio, Museum of Art
- Sant Jeroni en meditació, tondo, oli sobre taula, diàm. 74, Florència, Museu Horne
- Sagrada família i àngels, tondo, oli sobre taula, diàm. 165, Dresden, Gemaeldegalerie
- Cacera primitiva, oli sobre taula, 71 x 168, Nova York, Metropolitan Museum
- Retorn de la cacera, oli sobre taula, 71 x 169, Nova York, Metropolitan Museum
- Incendi al bosc, oli sobre taula, 71 x 203, Oxford, Ashmolean Museum
- Hilas i les nimfes, oli sobre llenç, 155 x 174, Hartford (Connecticut), Wadsworth Atheneum
- Vulcà i Èol, oli sobre llenç, 155,6 x 166,4, Ottawa, National Gallery of Canada
- Mare de Déu i Infant, àngels i els sants Caterina d'Alexandria,Rosa de Viterbo, Pere i Joan Evangelista, oli sobre taula, 203 x 197, Florència, Galeria de l'Hospital dels Innocents
- Mare de Déu i Infant, oli sobre taula, 87 x 58, París
- Mort de Procris, oli sobre taula, 65 x 183, Londres, National Gallery
- Venus, Mart i Amor, oli sobre taula, 72 x 182, Berlín, Staatliche Museen
- Batalla entre els centaures i els làpites, oli sobre taula, 71 x 260, Londres, National Gallery
- Tritons i Nereides, oli sobre taula, 37 x 158, col·lecció privada
- Mare de Déu i Infant amb sant Joanet, oli sobre taula, tondo, diàm. 93, Estrasburg, Musée des Beaux – Arts
- Santa Maria Magdalena, oli sobre taula, 72 x 53, Roma, Galleria Nazionale d'Arte Antica
- Sant Joan Evangelista, oli sobre taula, 83 x 59, Honolulu, Academy of Fine Arts
- Encarnació de Crist i els sants Caterina, Margarida, Joan Evangelista, Pere, Felip Benizzi i Antonino, oli sobre taula, 206 x 172, Florència, Galeria dels Uffizi
- La descoberta de la mel, oli sobre taula, 80 x 128,5, Worcester, Art Museum
- Desventures de Silè, oli sobre taula, 76,2 x 126,5, Cambridge, Massachusetts, Fogg Art Museum
- Retrat de Giuliano da Sangallo, oli sobre taula, 47,5 x 33,5, Amsterdam, Rijksmuseum
- Retrat de Francesco Giamberti, oli sobre taula, 47,5 x 33,5, Amsterdam, Rijksmuseum
- Mare de Déu amb l'Infant i àngels, oli sobre taula, 116 x 85, Venècia, Col·lecció Cini
- Mare de Déu i Infant, Sant Joanet i àngels, oli sobre taula, tondo, diàm. 85, San Diego, Califòrnia, Fine Art Gallery
- Mare de Déu i Infant, Sant Joanet i un àngel, oli sobre taula, tondo, diàm. 129, São Paulo, Brasil, Museo de Arte
- Adoració de l'Infant, oli sobre taula, tondo, diàm. 115, Florència, col·lecció privada
- Nativitat amb sant Joanet, oli sobre taula, tondo, diàm. 146, Washington, National Gallery
- Rostre Sant de Lluc, oli sobre taula, 160 x 120,5, Budapest, Szepmuveszeti Museum
- Pietat i els sants Joan Evangelista, Maria Magdalena i Martí, oli sobre taula, 190 x 112, Perusa, Galleria nazionale dell'Umbria
- Adoració de Jesús amb sant Joanet i àngels músics, oli sobre taula, tondo, diàm. 144, Sant Petersburg, Museu de l'Ermitage
- Adoració de Jesús amb sant Joanet i àngels músics, pintura al tremp sobre taula, tondo, diàm. 140, Roma, Galeria Borghese
- Mite de Prometeu, oli sobre taula, 68 x 120, Múnic, Alte Pinakothek
- Mite de Prometeu, oli sobre taula, 64 x 116, Estrasburg, Musée des Beaux – Arts
- Mare de Déu amb l'Infant i àngels, oli sobre taula, tondo, diàm. 88, col·lecció privada
- Sagrada Família amb sant Joanet, oli sobre taula, 118 x 186, Venècia, Col·lecció Cini
- Mare de Déu i Infant, sant Joanet, santa Margarida i àngels, oli sobre taula, tondo, diàm. 135, Tulsa, Museu d'Art Philbrook
- Sagrada Família amb sant Joanet i àngels, oli sobre llenç, tondo, diàm. 152, Sant Petersburg, Museu de l'Ermitage
- Construcció d'un edifici, oli sobre taula, 82,5 x 199,5, Sarasota, Florida, Ringling Museum of Art
- Mare de Déu amb l'Infant i els sants Juan Baptista i Tomàs, oli sobre taula, 202 x 165, Borgo San Lorenzo, Florència, església del Crucifix
- Dos àngels amb corona i con corona i cremadors d'encens, oli sobre taula, 69 x 182, Edimburg, National Gallery of Scotland
- Mare de Déu amb l'Infant i els sants Doménec i Jeroni, oli sobre taula, 209 x 205,7, New Haven, Connecticut, Yale University Art Gallery
- Dos àngels, oli sobre taula, 67 x 87, Boston, Museum of Fine Arts
- Dos àngels, oli sobre taula, 67 x 87, Boston, Church of the Advent
- Immaculada Concepció i els sants Francesc, Jeroni, Bonaventura, Bernat, Agustí i Tomàs d'Aquino, oli sobre taula, 184 x 178, Fiesole, Església de Sant Francesc
- Alliberament d'Andròmeda, oli sobre taula, 70 x 123, Florència, Galeria dels Uffizi